# Institut polytechnique de Paris
Institut polytechnique de Paris – francuska politechnika w Palaiseau, niedaleko Paryża, zaliczająca się do Grandes écoles.
Uczelnia została założona w 2019.
15 września 2020 r. Instytut współtworzył z HEC Paris centrum badań sztucznej inteligencji Hi! PARIS.